# Morris R. Jeppson
Morris R. Jeppson (23 tháng 6 năm 1922 - 30 tháng 3 năm 2010), sinh tại Logan, Utah, là một thiếu úy phục vụ cho Không quân Hoa Kỳ trong Thế chiến II. Ông là người đã nhấn nút thả quả bom nguyên tử "Little boy" xuống Hiroshima.